# Sobrado (Arzúa)
Sobrado es una aldea española situada en la parroquia de Villadavil, del municipio de Arzúa, en la provincia de La Coruña, Galicia.

## Demografía
| Gráfica de evolución demográfica de Sobrado entre 2000 y 2018 |
|                                                               |
| Datos según el nomenclátor publicado por el INE.              |